# Lynn Reynolds
Pour les articles homonymes, voir Reynolds.
Lynn Reynolds, de son vrai nom Lynn Fairfield Reynolds, est un réalisateur, scénariste et acteur américain né le 7 mai 1891 à Harlan (Iowa) et mort le 25 février 1927 à Los Angeles (Californie). 

## Biographie
Il se suicide par arme à feu en 1927, sous les yeux de l'actrice Kathleen O'Connor (1894-1957), son épouse depuis 1921.

## Filmographie

### Comme réalisateur
- 1915 : Both Sides of Life
- 1915 : Every Man's Money
- 1915 : The Third Partner
- 1915 : The Vengeance of Guido
- 1915 : A Pure Gold Partner
- 1915 : Honor Thy Husband
- 1915 : The Mirror of Justice
- 1915 : His Good Name
- 1915 : The Bride of the Nancy Lee
- 1915 : The Terrible Truth
- 1916 : Missy
- 1916 : Her Dream Man
- 1916 : The Wise Man and the Fool
- 1916 : Her Greatest Story
- 1916 : The Heart of Bonita
- 1916 : The Windward Anchor
- 1916 : Lonesomeness
- 1916 : The Secret Foe
- 1916 : Bill's Wife
- 1916 : The Brink
- 1916 : The Gambler
- 1916 : Miss Blossom
- 1916 : The Thief of the Desert
- 1916 : Her Great Part
- 1916 : Grouches and Smiles
- 1916 : It Happened in Honolulu
- 1916 : The Secret of the Swamp
- 1916 : The Girl of Lost Lake

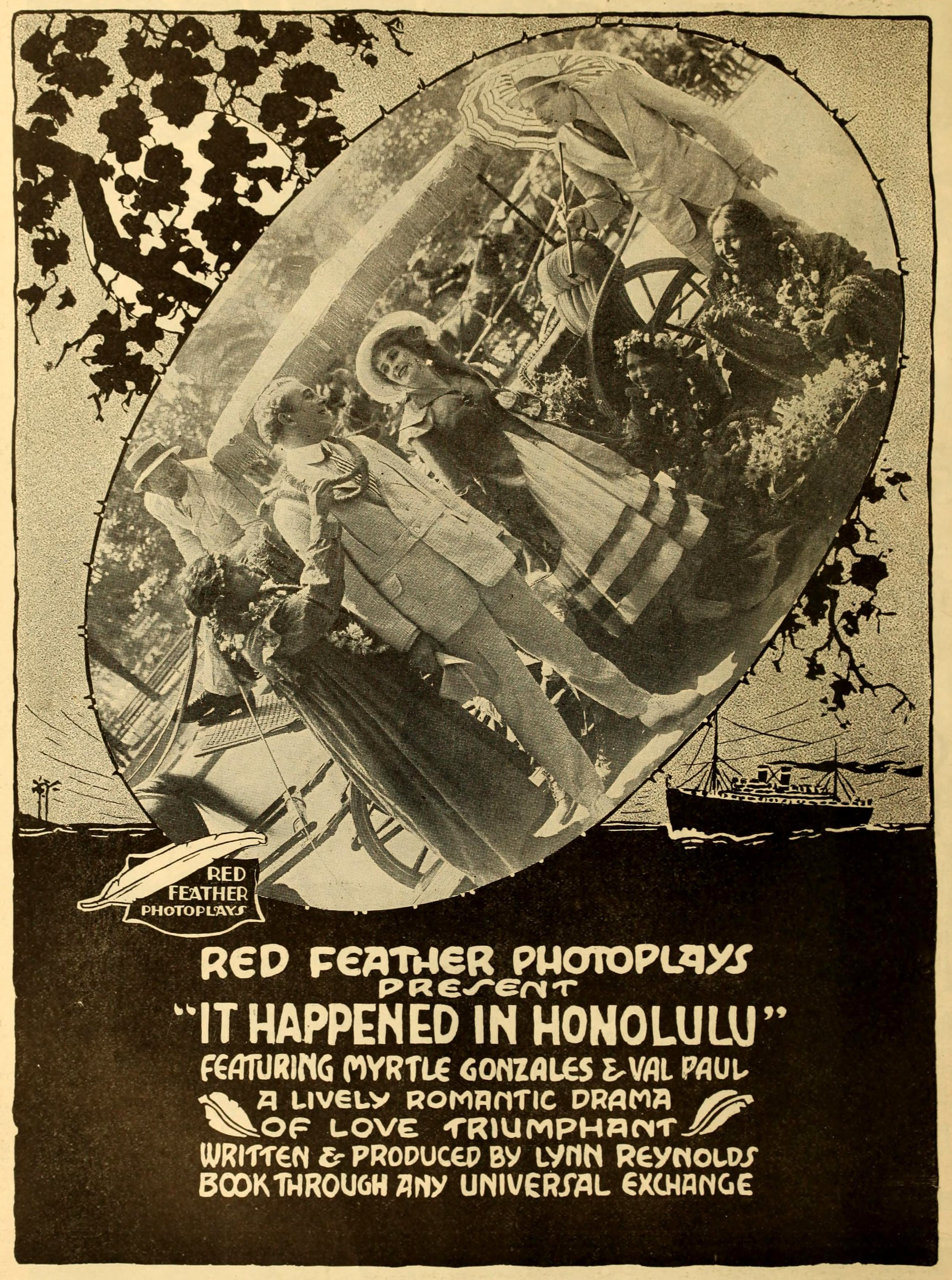
It Happened in Honolulu (1916)

- 1916 : A Romance of Billy Goat Hill
- 1916 : Le Géant de la forêt (The End of the Rainbow)
- 1916 : The Mother Call
- 1917 : Nature triomphante (God's Crucible)
- 1917 : Mutiny
- 1917 : Le Gisement du Père Morgan (Southern Justice)
- 1917 : The Greater Law
- 1917 : The Show Down
- 1917 : Mr. Opp
- 1917 : Broadway Arizona
- 1917 : A Prairie Romeo
- 1917 : Up or Down?
- 1917 : The Gown of Destiny
- 1918 : Fast Company
- 1918 : Western Blood
- 1918 : Ace High
- 1918 : Mr. Logan, U.S.A.
- 1918 : Fame and Fortune
- 1919 : Un nid de serpents (Treat 'Em Rough)
- 1919 : The Forbidden Room
- 1919 : The Rebellious Bride
- 1919 : Miss Adventure
- 1919 : La Séductrice (A Little Brother of the Rich)
- 1919 : Dégradation (The Brute Breaker)
- 1920 : Overland Red
- 1920 : Bullet Proof
- 1920 : The Red Lane
- 1920 : The Texan
- 1921 : The Road Demon
- 1921 : The Big Town Round-Up
- 1921 : The Night Horsemen
- 1921 : Trailin'
- 1922 : L'Aigle (Sky High)
- 1922 : Up and Going
- 1922 : La Manière forte (For Big Stakes)
- 1922 : Centaure (Just Tony)
- 1922 : Tom Mix in Arabia
- 1923 : Brass Commandments
- 1923 : The Huntress (co-réalisé avec John Francis Dillon)
- 1923 : The Gunfighter
- 1924 : The Last of the Duanes
- 1924 : The Deadwood Coach
- 1925 : Tom le vengeur (Riders of the Purple Sage)
- 1925 : Le Secret de l'abîme (The Rainbow Trail)
- 1925 : Le Réprouvé (Durand of the Bad Lands)
- 1926 : Invalide par amour (Chip of the Flying U)
- 1926 : Dans la clairière en feu (The Combat)
- 1926 : Le Signal dans la nuit (The Man in the Saddle)
- 1926 : La Terreur du Texas (The Texas Streak)
- 1926 : The Buckaroo Kid
- 1926 : Prisonniers de la tempête (Prisoners of the Storm)
- 1927 : L'Homme aux cheveux rouges (The Silent Rider)
- 1927 : Hey! Hey! Cowboy

### Comme scénariste
- 1914 : The Mexican (it) de Tom Mix
- 1915 : The Vengeance of Guido de Lynn Reynolds
- 1915 : A Pure Gold Partner de Lynn Reynolds
- 1915 : The Bride of the Nancy Lee de Lynn Reynolds
- 1915 : The Terrible Truth de Lynn Reynolds
- 1916 : A Romance of Billy Goat Hill de Lynn Reynolds
- 1916 : Le Géant de la forêt (The End of the Rainbow) de Lynn Reynolds
- 1916 : The Mother Call de Lynn Reynolds
- 1917 : Nature triomphante (God's Crucible) de Lynn Reynolds
- 1917 : Mutiny de Lynn Reynolds
- 1917 : The Greater Law de Lynn Reynolds
- 1917 : Mr. Opp de Lynn Reynolds
- 1917 : Broadway Arizona de Lynn Reynolds
- 1917 : The Gown of Destiny de Lynn Reynolds
- 1918 : Western Blood de Lynn Reynolds
- 1918 : Ace High de Lynn Reynolds
- 1918 : Mr. Logan, U.S.A. de Lynn Reynolds
- 1919 : Dégradation (The Brute Breaker) de Lynn Reynolds
- 1920 : Bullet Proof de Lynn Reynolds
- 1921 : Trailin' de Lynn Reynolds
- 1922 : L'Aigle (Sky High) de Lynn Reynolds
- 1922 : La Manière forte (For Big Stakes) de Lynn Reynolds
- 1922 : Centaure (Just Tony) de Lynn Reynolds
- 1922 : Tom Mix in Arabia de Lynn Reynolds
- 1923 : The Gunfighter de Lynn Reynolds
- 1925 : The Rainbow Trail
- 1926 : Invalide par amour (Chip of the Flying U)
- 1926 : La Terreur du Texas (The Texas Streak) de Lynn Reynolds
- 1926 : The Buckaroo Kid de Lynn Reynolds
- 1927 : Hey! Hey! Cowboy

### Comme acteur
- 1914 : The Rival Stage Lines de Tom Mix : Reginald Smythe
- 1915 : Cactus Jim's Shop Girl (it) de Tom Mix : une vendeuse
- 1915 : Roses and Thorns de Burton L. King : le père d'Edna